# Gallengang
Als Gallengang (lateinisch Ductus biliferus) oder Gallenweg werden Galle transportierende Wege bezeichnet. Es gibt intrahepatische (in der Leber gelegene, von griechisch hepar „Leber“) und extrahepatische (außerhalb der Leber gelegene) Gallengänge.

## Intrahepatische Gallengänge
Die Gallenwege beginnen mit den Canaliculi biliferi (auch Gallenkanälchen genannt). Die ebenfalls gebräuchliche Bezeichnung Gallenkapillaren ist irreführend, da im Vergleich zu Blutkapillaren die Canaliculi biliferi nicht von einem Endothel ausgekleidet sind. Canaliculi biliferi sind Spalträume zwischen den Leberzellen ohne eigene Wand. Sie haben einen Durchmesser von etwa 1 µm und sind durch Zonulae occludentes abgedichtet (Leber-Galle-Schranke). In der Wand der Gallengänge sitzende Cholangiozyten bilden etwa ein Drittel der Galle, der Rest stammt aus Leberzellen. Die Gallenflüssigkeit diffundiert über Gallenkanälchen aus dem Leberläppchen in Richtung des jeweiligen Glissonschen Dreiecks.
Seit 1959 besagten Lehrbücher, dass die Galle schon in den Kanälchen fließt. Gallensalze würden osmotisch Wasser von Leberzellen in Gallenkanälchen ziehen, die nur in Richtung Gallenröhren offen seien. So entstehe ein Fluss. Vermessen wurde dies nie: Gallenkanälchen sind 100 Mal dünner als menschliche Haare. Im Jahre 2020 fiel mittels Intravitalmikroskopie auf, dass es keinen messbaren Fluss gibt. Auch nahm man lange an, der bei Gallenkanälchen-Verengungen gestoppte Fluss baue Druck auf, der die Leber schädige. Medikamente, die den vermuteten Fluss senken, sollten auch den schädigenden Druck mindern. Das zielte nicht auf die Ursachen bei Fettleberentzündungen ab und ist widerlegt.
Die Gallenkanälchen vereinigen sich zu einem interlobulären (zwischen den Läppchen gelegenen) Gallengang (Ductus biliferus), der zusammen mit einem Ast der Leberarterie (Arteria hepatica) und der Pfortader (Vena portae) als sogenannte „Glisson-Trias“ (auch „Lebertrias“, Trias hepatica) in der Peripherie eines Leberläppchens verläuft. 
Gallengänge besitzen ein einschichtig-prismatisches Epithel.

## Extrahepatische Gallengänge

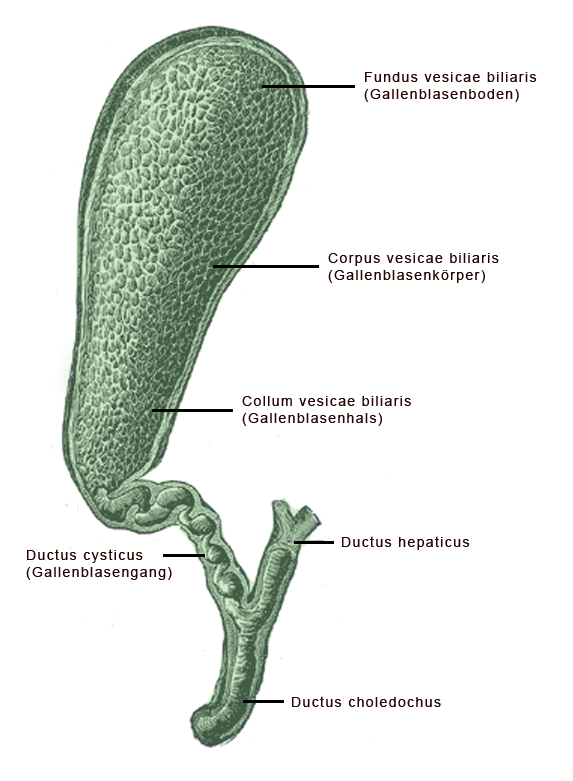
Der Ductus choledochus besteht aus dem von der Leber kommenden Ductus hepaticus communis (rechts im Bild) und dem Ductus cysticus (Gallenblasengang links im Bild).
Er mündet an der Papilla duodeni major in den Zwölffingerdarm (nicht im Bild). Darstellung beim Menschen

Röntgendarstellung der Gallenwege per ERCP mit kleinen Steinen in der Gallenblase

Die extrahepatischen Gallenwege dienen der Ableitung und Speicherung der Galle. Für den rechten und linken Leberlappen tritt aus der Leberpforte je ein Lebergang, der Ductus hepaticus dexter und sinister aus. Diese vereinigen sich an der Hepatikusgabel zum Ductus hepaticus communis („gemeinsamer Lebergang“, Kaliber beim Menschen bis 7 mm; Abkürzung in der Medizin häufig DHC). Bei einigen Tieren (zum Beispiel Raubtiere, Vögel) unterbleibt diese Vereinigung, so dass kein gemeinsamer Lebergang ausgebildet ist.
In der Höhe anatomisch sehr variabel, meist aber im mittleren Drittel mündet der Ductus cysticus in den Ductus hepaticus ein.
Der gemeinsame Gang nach dieser Vereinigung von Leber- und Gallenblasengang wird Ductus choledochus genannt. Dieser mündet auf der Papilla duodeni major mit dem Ductus pancreaticus in den Zwölffingerdarm (Duodenum). Die Galle kann somit direkt in den Zwölffingerdarm oder zunächst zur Zwischenspeicherung in die Gallenblase transportiert werden.
Die Einmündung des Gallenganges in das Duodenum beschrieb erstmals der Anatom Alessandro Achillini.

## Erkrankungen
Zu den Erkrankungen der Gallenwege gehören Gallensteinleiden (Gallenkonkremente bei Cholelithiasis), Entzündungen (Cholecystitis und Cholangitis), funktionelle Betriebsstörungen (Dyskinesien, Cholecystopathie) und Tumoren.
Gallengangatresie ist eine seltene Erkrankung Neugeborener, bei der zunehmende Entzündungen der extra- und intrahepatischen Gallengänge zu einem vollständigen Verschluss der Gallenwege führt. Gallengangszysten sind seltene Fehlbildungen, die chirurgisch behandelt werden. Die Hämobilie ist eine Blutung in die Gallengänge aufgrund der Verletzung einer Leberarterie. Das Gallengangskarzinom ist ein bösartiger Tumor des Gallengangs. Die moderne Gallengangschirurgie hatte ihren Anfang in den 1880er und 1890er Jahren genommen, worüber etwa Carl Langenbuch, Th. Roth, Oskar Witzel und L. G. Courvoisier publizierten.